# Boerhavia hualienensis
Boerhavia hualienensis är en underblomsväxtart som beskrevs av Shih H.Chen och M.J.Wu. Boerhavia hualienensis ingår i släktet Boerhavia och familjen underblomsväxter. Inga underarter finns listade i Catalogue of Life.